# Mimetaster
Mimetaster — викопний рід членистоногих вимерлого класу Marrellomorpha, що існував у ранньому девоні.

## Назва
Назва роду Mimetaster означає «подібний до морської зірки» щодо зовнішнього вигляду скам’янілості. Видова назва hexagonalis відноситься до форми головного щита у вигляді 6-кутної зірки.

## Рештки
Рештки близько 120 особин виявлені у відкладеннях сланців Гунсрюк у гірському масиві Гунсрюк на заході Німеччини. Відкладення датуються празьким та емським віками (400—408 млн років тому).
У 2017 році з нижньоордовицьких відкладень Аргентини описано «Mimetaster» florestaensis. Він відомий лише з головного щитка, який характеризується трьома парами вигнутих головних шипів, а також сильними вторинними шипами в проксимальних двох третинах передньобокових шипів. Однак цей таксон досить сильно відрізняється від типового виду, і в ході філогенетичного аналізу виявилося, що він тісно пов'язаний з Furca, і тому, ймовірно, вимагає віднесення до нового роду.

## Опис
Mimetaster  має корпус, що складається з двох частин. Головний щит у вигляді шестикутної зірки:
- два промені спрямовані вперед, утворюючи з віссю тіла кут приблизно 20°;
- два майже перпендикулярні до осі тіла, спрямовані трохи вперед;
- два промені ззаду, симетричні відносно першої пари.

Кожна гілка прикрашена подвійними рядами шипів, що йдуть з обох сторін.
Цей головний щиток має три пари односторонніх відростків:
- пара довгих вусиків;
- дві пари міцних ходильних ніг. На відміну від другої пари відростків Marrella, ці пари ніг, здається, не пристосовані для плавання, а скоріше використовуються для ходьби та для того, щоб тварина трималася на дні.

Головний щиток також містить пару складних очей на стеблинках, які починаються спереду від основи другої пари гілок головного щитка. У центрі головного щитка є два вічка.
Черевна сторона має верхню губу, яка здається пов’язаною з ротом.
Інша частина тіла вузька, складається приблизно з 30 сегментів, розмір яких згодом зменшується. Кожен сегмент несе пару двоярусних відростків, як у Marrella splendens.

## Екологія
M. hexagonalis, ймовірно, жив невеликими групами на морському дні, ходив у нахиленому вертикальному положенні, спершись на своїх двох зведених ногах. Перші шість тулубових ендоподій набагато більші за решта пар і, ймовірно, також використовувалися для пересування, хоча і з меншою потужністю, ніж дві основні ноги. Вважається, що вони були детритофагами. Було знайдено багато зразків, пов’язаних із залишками тентакулітів і губок, що свідчить про те, що ці таксони росли на поверхні Mimetaster як епібіонти, які, ймовірно, діяли як камуфляж.